# Flaming Arrows
Flaming Arrows é um filme norte-americano de 1911, do gênero western, dirigido por D. W. Griffith.